# Miriam Yeung
Pour les articles homonymes, voir Yeung.
Miriam Yeung, née le 3 février 1974, est une actrice chinoise et une chanteuse de Cantopop. Avant d'entrer dans le monde du spectacle, elle a été infirmière à l'hôpital Princess Margaret à Hong Kong. Elle a étudié à l'école secondaire Holy Family Canossian College Kowloon. Elle entre dans le monde du spectacle après avoir participé pour la 3e fois à la 14e compétition annuelle de l'émission New Talent Singing Awards sur TVB en 1995, et elle a gagné en popularité depuis.

## Discographie

### Singles
Vinyl
Single mandarin

## Filmographie
- The Group (烈火青春) (1998)
- Dummy Mommy, Without a Baby (玉女添丁) (2001)
- Feel 100% II (百份百感覺2) (2001)
- A Taste Of Love (美味情緣) (2001)
- Dry Wood, Fierce Fire (乾柴烈火) (2002)
- Love Undercover (新紮師妹) (2002)
- Frugal Game (慳錢家族) (2002)
- My Lucky Star (行運超人) (2003)
- Love Undercover 2: Love Mission (新紮師妹2 美麗任務) (2003)
- Dragon Loaded 2003 (龍咁威 2003) (2003)
- Sound of Colors (地下鐵) (2003)
- Anna in Kung-Fu Land (安娜與武林) (2003)
- Three of a Kind (煎釀三寶)(2003)
- Elixir of Love (花好月圓) (2004)
- Three... Extremes (三更2) (2004) - Nouvelle cuisine (2004)
- My Sweetie (甜絲絲) (2004)
- Drink, Drank, Drunk (千杯不醉) (2005)
- 2 Become 1 (天生一對) (2006)
- The Heavenly Kings (caméo) (2006)
- Hooked on You (每當變幻時) (2007)
- Love At First Fight (2007)
- The Bronze Teeth IV (鐵齒銅牙紀曉嵐IV) (2008)
- ICAC Investigators 2009 (廉政行動2009) (2009)
- Here Comes Fortune (财神到) (2010)
- Love in a Puff (志明與春嬌) (2010)
- Perfect Wedding (2010)
- Little Big Master (2015)